# Xã Spaulding, Michigan
Xã Spaulding (tiếng Anh: Spaulding Township) là một xã thuộc quận Saginaw, tiểu bang Michigan, Hoa Kỳ. Năm 2010, dân số của xã này là 2.153 người.